# Spigno Saturnia
Spigno Saturnia är en ort och kommun i provinsen Latina i regionen Lazio i Italien. Kommunen hade 2 915 invånare (2018).